# TLL1
TLL1‏ (Tolloid like 1) هوَ بروتين يُشَفر بواسطة جين TLL1 في الإنسان.